# Gilda spaziale
La Gilda spaziale è una organizzazione fittizia presente nei romanzi di fantascienza del ciclo di Dune di Frank Herbert.
La Gilda è l'organizzazione che detiene il monopolio dei trasporti fra i mondi e delle banche dell'impero. Mentre ogni Casa possiede i suoi mezzi di trasporto sia planetari che per lo spazio inter-sistema, l'unico modo di viaggiare da un sistema solare ad un altro per merci e persone è tramite le astronavi della Gilda. Da ciò si può capire come la Gilda sia non solo il principale soggetto economico dell'impero, ma, in quanto forza di coesione fra i mondi che lo compongono, anche un importantissimo soggetto politico. Le navi della Gilda, infatti, sono non solo l'unico mezzo con cui le Grandi Case e l'Impero possono commerciare fra loro, ma anche l'unico mezzo per inviare truppe da un pianeta ad un altro. La Gilda mantiene una rigorosa politica di neutralità, perciò non interferisce con i conflitti, tuttavia essa richiede per il trasporto di truppe d'invasione un prezzo talmente elevato da esercitare, di fatto, un ruolo pacificatore in tutto l'impero.
La Gilda possiede inoltre un sistema bancario con filiali su tutti i pianeti dell'impero che costituisce un altro monopolio, stavolta sui flussi finanziari attraverso la galassia.
Il potere della Gilda rappresenta anche una potenziale via di fuga per le Grandi Case che si trovano in una situazione particolarmente difficile. Se una Casa rischia l'annientamento da parte di un nemico troppo forte, o addirittura vuole sottrarsi ad un ordine diretto dall'imperatore che la porterebbe alla rovina (come era tentato di fare il Duca Leto Atreides, sapendo che l'affidamento del pianeta Arrakis da parte di Shaddam IV era una trappola) può chiedere alla Gilda di trasportarla su Tupile, il pianeta santuario. L'ubicazione di questo mondo (probabilmente più di uno) è nota solo alla Gilda e mantenuta segreta.
Da quanto detto finora appare chiaro che il potere della Gilda è potenzialmente illimitato e perciò richiede un contrappeso. Tale contrappeso è la spezia.
Le astronavi della Gilda, infatti, sono in grado di viaggiare a velocità superiori a quella della luce grazie ai loro motori iperspaziali, tuttavia il pilotaggio a queste velocità è praticamente impossibile per degli esseri umani. Grazie alla spezia però i navigatori della Gilda (umani mutati da generazioni di esposizione alla sostanza) hanno acquisito una limitata capacità di preveggenza che consente loro di condurre le loro astronavi a destinazione con sicurezza. Questa dipendenza è il mezzo con cui l'impero riesce ancora a controllare la Gilda Spaziale, in quanto la produzione di spezia è affidata alla Grande Casa che controlla Arrakis, che a sua volta riceve questo privilegio dall'imperatore.
Tutto ciò fu vero fin quando non si insediò Paul Muad'dib Atreides, dopo un truce combattimento, utilizzando la "forza del deserto", i Fremen; costui, minacciando la Gilda e l'Imperatore di distruggere la spezia con le atomiche, si autoproclamò Imperatore. Da quel momento in poi, con il motto "chi può distruggere la spezia la controlla" è direttamente l'Imperatore, da Arrakis (o Dune), che manipola e gestisce l'afflusso di spezia sia per i rifornimenti per i navigatori, sia per i rifornimenti per il Bene Gesserit.
La Gilda ha anche l'obbligo di fornire dati geo fisici e climatici tramite particolari satelliti spia. Tuttavia questa funzione di spia non è sempre stata fedele all'imperatore. Di fatto, come fu capito subito dagli astuti Atreides, la Gilda spaziale è stata pagata dai popoli del deserto per non trasmettere i dati dei loro insediamenti all'imperatore.
L'inizio del monopolio dei viaggi spaziali della Gilda è usato come data iniziale da cui partono i calendari dell'Impero.
Negli ultimi romanzi del ciclo, Gli eretici di Dune e La rifondazione di Dune, che si collocano circa 5000 anni dopo il regno di Paul Atreides (3500 anni di regno di Leto II e 1500 anni successivi alla sua caduta), i tecnocrati di Ix hanno sviluppato un sostituto per i navigatori della Gilda, una qualche sorta di tecnologia che non necessita la prescienza per guidare in sicurezza le navi spaziali. Inoltre, il dominio presciente di Leto II, durato 3500 anni, ha fatto capire all'universo i rischi di un tale potere: l'intero universo può essere bloccato nella visione di una singola entità, dando così a questa un potere assoluto. La Gilda quindi, obsoleta e vista con sospetto, si allea con Ix nel suo declino; i navigatori continuano ad esistere, ma la loro importanza nell'universo è seriamente ridimensionata.

## Storia della Gilda
Secondo quanto raccontato in Legends of Dune, serie scritta da Anderson e Herbert, la Gilda Spaziale fu creata durante il Jihad Butleriano da Norma Cenva, un genio matematico dotato di grandi poteri psichici che le permisero di mutare utilizzando la spezia melange.

## Navigatore della Gilda
(Nella versione immaginata da David Lynch per Dune del 1984) I Navigatori della Gilda spaziale trascorrono tutto il loro addestramento esposti a intense dosi di vapore di spezia, che muta la loro natura tipicamente umana in una sorta di stato anfibio, in cui dispongono di una limitata prescienza, fatto indispensabile che permette loro di pilotare le astronavi a grandissima velocità lungo aree di spazio sicure. In seguito i Navigatori della Gilda, che vivono dentro una capsula completamente satura di Melange, usano la spezia per abbreviare il percorso tra due mete.
Nel libro sono uomini fisicamente normali che usano lenti a contatto per nascondere gli occhi blu dati dalla saturazione del sangue a causa della assunzione di spezia, mutazione uguale a quella dei fremen che vivono assuefatti alla spezia per tutta la vita, ma che grazie all’addestramento gli consente di pilotare le astronavi. 